# Броневский, Мартин
Мартин Броневский (известный также как — Марцин Бронёвский, Мартын Брониовский из Бездзфедеа, Мартин Броновий, однако единственное правильное написание — Мартин Бронёвский) (пол. Marcin Broniowski, лат.  Martinus Bronovius de Biezdzfedea; ум. 21.09. 1592 г.) — польский дипломат, государственный деятель и путешественник, автор классического описания Крыма XVI в.

## Биография
Представитель польского шляхетского рода герба Тарнава. Получил хорошее образование. Сторонник католического лагеря, был в числе подписавшихся в 1573 году против Варшавской конфедерации. С 1577 исполнял функции королевского секретаря Стефана Батория.

Крымское ханство (1600 год)

Во время Ливонской войны с Иваном Грозным в апреле 1578 был отправлен посланником к крымскому хану Мехмеду II Гераю.
В Крыму пробыл более 9 месяцев и внёс значительный вклад в заключение мирного договора ханства с Речью Посполитой. По результатам пребывания в Крыму составил описание посещенного им края. В общем и целом побывал в Крыму не менее семи раз.
Сочинение это было напечатано на латинском языке впервые в 1595 году в Кельне, под заглавием: «Tartariae descriptio» («Описание Татарии (Тартарии)»), которое считается первым того периода времени описанием Крыма и информацией о его жителях в Европе. Замечательное по обстоятельному рассказу о всем им виденном и слышанном. При той скрытности, которой ограждали себя в то время не одни татары, достойно удивления, как Броневский разузнал даже то немногое, которое он представил в донесении своему королю. Вторым изданием вышло в Лейдене, в 1630 году, в известном сборнике знаменитого типографа Эльзевира, под названием: Russia seu Moscovia, itemqve Tartaria.
Составленные им карты северного побережья Чёрного моря, также были уникальными для того времени и до сих пор считаются замечательным наследием польской картографии.
Впоследствии «Описание Тартарии» несколько раз перепечатывалось и переводилось на разные языки.
М. Броневский обладал обширными познаниями, любознательностью, и потому его «Описание» является одним из лучших источников для истории Крыма и крымских татар.

## Избранные труды
- Tartariæ Descriptio … Cum Tabula Geographica Eiusdem Chersonesus Tauricæ. Item, Transsyluaniae, Ac Moldauiae, Aliarumque Vicinarum Regionum Succincta Descriptio Georgii a Reichersdorff … Preterea, Georgii Werneri de Admirandis Hungariæ Aquis Hypomnemation, Addita Tabella Lacus Mirabilis Ad Cirknitz.
- [Книга содержит польский пересказ части труда Бронёвского, однако, она не была им написана полностью] Pogrom Tatarow Pzez … Hetmáná Koronnego Stánisłáwá Zołkiewskiego … W Wołoskiey Źiemi, 6 Octobris, W Roku 1620. Prży Tym Ordynek Wypráwy Tátárskiey Ná Woynę … Y Zás Edykt Kozakow Nizowych.